# رایشیلای (بازیکن فوتبال)
رایشیلای (به پرتغالی: Rychely Cantanhede de Oliveira) مهاجم اهل برزیل است که در شهر Santa Luzia و در تاریخ ۶ اوت ۱۹۸۷ به دنیا آمده‌است.
رایشیلای در تیم فوتبال توکیو سابقهٔ حضور دارد.